# Isomerida sororcula
Isomerida sororcula är en skalbaggsart som beskrevs av Maria Helena M. Galileo och Martins 1996. Isomerida sororcula ingår i släktet Isomerida och familjen långhorningar. Inga underarter finns listade i Catalogue of Life.